# Ункитешты (станция)
Ункитешты (рум. Unchiteşti, stație de cale ferată) — железнодорожная станция в Флорештском районе Молдавии. Наряду с сёлами Верхние Кугурешты, Николаевка и Ункитешты входит в состав коммуны Верхние Кугурешты.

## География
Станция расположена на высоте 304 метра над уровнем моря.

## Население
По данным переписи населения 2004 года, на станции Ункитешть проживает 121 человек (60 мужчин, 61 женщина).
Этнический состав села:
| Национальность | Число жителей | Процентный состав |
| -------------- | ------------- | ----------------- |
| молдаване      | 79            | 65,29             |
| украинцы       | 40            | 33,06             |
| русские        | 2             | 1,65              |
| Всего          | 121           | 100 %             |